# Публій Семпроній Гракх
Публій Семпроній Гракх (лат. Publius Sempronius Gracchus; ? — після 189 до н. е.) — політичний діяч часів Римської республіки, народний трибун 189 року до н. е.

## Життєпис
Походив з впливового плебейського роду Семпроніїв, його гілки Гракхів. Старший син Публія Семпонія Гракха та онук Тиберія Семпронія Гракха, консула 215 та 213 років до н. е.
Про діяльність відомо небагато. У 189 році до н. е. обрано народним трибуном. Став політичним союзником Марка Порція Катона Старшого. Разом з колегами Гаєм Семпронієм Рутілом та Квінтом Теренцієм Кулеоном очолив звинувачення у фінансових зловживаннях при захопленні македонської здобичі проти колишнього консула Манія Ацилія Глабріона, якого визнаного винним, що поклало край кар'єрі останнього. Після завершення каденції стосовно діяльності і подальшого життя Гракха нічого невідомо.